# Oliver Askew
Oliver Clark Askew (Melbourne, Florida, Estados Unidos; 12 de diciembre de 1996) es un piloto de automovilismo estadounidense. Fue campeón de Indy Lights en 2019 y ha competido en IndyCar Series y Fórmula E.

## Carrera

### Carrera Temprana
Askew comenzó a practicar karting a la edad de 8 años en Júpiter. En 2016, Askew fue seleccionado como beneficiario de la beca Team USA. Esto le permitió competir en el Festival de Fórmula Ford y el Trofeo Walter Hayes. En el Trofeo Walter Hayes, Askew ganó su serie y terminó segundo en la final. Más tarde, en 2016, ganó el Mazda Road to Indy Shootout de $ 200,000 en el Mazda Raceway Laguna Seca para competir en el campeonato 2017 USF2000.

### USF2000
Askew ganó el campeonato USF2000 de 2017. La victoria le valió una beca de $ 400,000 de Mazda para competir en la serie Pro Mazda 2018, el paso intermedio en el sistema de escaleras Mazda Road to Indy para las carreras de IndyCar. En mayo de 2017, Askew se unió al programa Rising Star Racing que intenta ayudar a los jóvenes conductores estadounidenses de ruedas abiertas a avanzar en sus carreras.

### Pro Mazda Series
En febrero de 2018, Askew firmó con Cape Motorsports para conducir en la serie Pro Mazda 2018. Askew obtuvo su primera victoria Pro Mazda en la Carrera 1 en Portland. Terminó la temporada 2018 tercero en el campeonato Pro Mazda.

### Indy Lights
En septiembre de 2018, Askew participó en el Chris Griffis Memorial Test con Andretti Autosport. En febrero de 2019, Andretti confirmó que Askew correría con ellos en el próximo campeonato. Askew ganó el campeonato Indy Lights 2019, y se aseguró en WeatherTech Raceway Laguna Seca. Al ganar el campeonato, Askew recibió una beca que le garantiza una entrada en un mínimo de tres carreras en la Temporada 2020 de IndyCar Series , incluida la Indianápolis 500.

### Indycar Series
En julio de 2019, Askew se unió a la prueba de Portland con Chip Ganassi Racing. El 28 de octubre de 2019, Arrow McLaren SP anunció que Askew, junto con Patricio O'Ward, correría a tiempo completo para el equipo en 2020. Un duro accidente en las 500 Millas de Indianápolis de 2020 dejó a Askew con síntomas similares a una conmoción cerebral; Después de competir en los siguientes cuatro eventos, Askew buscó tratamiento y fue retirado de las rondas de cosecha del Gran Premio. Más tarde fue autorizado a regresar para el final de temporada. El 12 de octubre, AMSP eliminó Askew antes de 2021 sin dar una razón. Askew regresó a IndyCar con AMSP para la segunda carrera del Gran Premio de Detroit, reemplazando al lesionado Felix Rosenqvist después de que este último se estrellara fuertemente durante la primera carrera. Corrió con Ed Carpenter Racing en la siguiente carrera en Road America en lugar del lesionado Rinus VeeKay. En julio de 2021, Askew probó con Rahal Letterman Lanigan Racing en Barber Motorsports Park junto con el piloto danés de Fórmula 2 Christian Lundgaard. Más tarde firmó para conducir la tercera entrada de Rahal para las últimas tres carreras de la temporada. La carrera de tres carreras de Askew con el equipo fue mixta. Logró un resultado entre los diez primeros y el único puesto de clasificación Fast Six de RLL en un circuito de carretera o calle en Laguna Seca, pero se vio envuelto en accidentes en Portland y Long Beach. También causó daños significativos al auto # 45 en un accidente en la clasificación en Long Beach. Finalmente, RLL eligió a Christian Lundgaard para conducir el tercer auto de RLL a tiempo completo en 2022, poniendo fin a las posibilidades de Askew con el equipo.

### IMSA
En enero de 2021, Askew hizo su debut en las carreras de autos deportivos en las 24 Horas de Daytona conduciendo para Riley Motorsports en la clase LMP3. Askew ganaría la carrera en esa clase.

### Fórmula E
Askew disputó al temporada 2021-22 de Fórmula E con el equipo Andretti, logrando un cuarto puesto en Londres como mejor resultado.

## Resumen de carrera
| Temporada | Categoría                                 | Equipo                         | Carreras | Victorias | Poles | VR | Podios | Puntos | Pos. |
| --------- | ----------------------------------------- | ------------------------------ | -------- | --------- | ----- | -- | ------ | ------ | ---- |
| 2015      | Fórmula Masters China                     | Absolute Racing                | 6        | 0         | 0     | 0  | 2      | 34     | 10.º |
| 2017      | Campeonato Nacional U.S. F2000            | Cape Motorsports               | 14       | 7         | 7     | 8  | 11     | 351    | 1.º  |
| 2018      | Pro Mazda Championship                    | Cape Motorsports               | 16       | 1         | 3     | 2  | 5      | 303    | 3.º  |
| 2019      | Indy Lights                               | Andretti Autosport             | 18       | 7         | 7     | 5  | 15     | 486    | 1.º  |
| 2020      | IndyCar Series                            | Arrow McLaren SP               | 12       | 0         | 0     | 0  | 1      | 195    | 19.º |
| 2021      | WeatherTech SportsCar Championship - LMP3 | Riley Motorsports              | 1        | 1         | 0     | 0  | 1      | 1744   | 6.º  |
| 2021      | WeatherTech SportsCar Championship - LMP3 | Forty7 Motorsports             | 1        | 0         | 0     | 0  | 0      | 1744   | 6.º  |
| 2021      | WeatherTech SportsCar Championship - LMP3 | Andretti Autosport             | 5        | 0         | 0     | 1  | 0      | 1744   | 6.º  |
| 2021      | IndyCar Series                            | Arrow McLaren SP               | 1        | 0         | 0     | 0  | 0      | 61     | 29.º |
| 2021      | IndyCar Series                            | Ed Carpenter Racing            | 1        | 0         | 0     | 0  | 0      | 61     | 29.º |
| 2021      | IndyCar Series                            | Rahal Letterman Lanigan Racing | 3        | 0         | 0     | 0  | 0      | 61     | 29.º |
| 2021-22   | Fórmula E                                 | Avalanche Andretti Formula E   | 16       | 0         | 0     | 0  | 0      | 24     | 16.º |
| Fuente:   |                                           |                                |          |           |       |    |        |        |      |

## Resultados

### Campeonato Nacional U.S. F2000
(Clave) (negrita indica pole position) (cursiva indica vuelta rápida)

| Año  | Escudería        | 1     | 2     | 3     | 4     | 5     | 6     | 7      | 8     | 9     | 10    | 11     | 12    | 13    | 14    | Pos. | Puntos |
| ---- | ---------------- | ----- | ----- | ----- | ----- | ----- | ----- | ------ | ----- | ----- | ----- | ------ | ----- | ----- | ----- | ---- | ------ |
| 2017 | Cape Motorsports | STP 2 | STP 1 | BAR 1 | BAR 1 | IMS 1 | IMS 1 | ROA 17 | ROA 3 | IOW 1 | TOR 2 | TOR 12 | MDO 1 | MDO 4 | WGL 2 | 1.º  | 351    |

### Indy Lights
(Clave) (negrita indica pole position) (cursiva indica vuelta rápida)

| Año  | Escudería          | 1     | 2      | 3     | 4     | 5     | 6     | 7      | 8     | 9     | 10    | 11    | 12    | 13    | 14    | 15    | 16    | 17    | 18    | Pos. | Puntos |
| ---- | ------------------ | ----- | ------ | ----- | ----- | ----- | ----- | ------ | ----- | ----- | ----- | ----- | ----- | ----- | ----- | ----- | ----- | ----- | ----- | ---- | ------ |
| 2019 | Andretti Autosport | STP 3 | STP 10 | COA 1 | COA 1 | IMS 2 | IMS 3 | INDY 1 | RDA 5 | RDA 3 | TOR 2 | TOR 1 | MDO 1 | MDO 1 | GTW 1 | POR 2 | POR 3 | LAG 4 | LAG 2 | 1.º  | 486    |

### IndyCar Series
(Clave) (negrita indica pole position) (cursiva indica vuelta rápida)

| Año  | Escudería                      | Motor     | 1     | 2      | 3      | 4      | 5     | 6     | 7       | 8      | 9      | 10     | 11     | 12  | 13  | 14     | 15    | 16     | Pos. | Puntos |
| ---- | ------------------------------ | --------- | ----- | ------ | ------ | ------ | ----- | ----- | ------- | ------ | ------ | ------ | ------ | --- | --- | ------ | ----- | ------ | ---- | ------ |
| 2020 | Arrow McLaren SP               | Chevrolet | TXS 9 | IMS 26 | ROA 15 | ROA 21 | IOW 3 | IOW 6 | INDY 30 | GTW 14 | GTW 17 | MDO 19 | MDO 15 | IMS | IMS | STP 16 |       |        | 19.º | 195    |
| 2021 | Arrow McLaren SP               | Chevrolet | ALA   | STP    | TXS    | TXS    | IMS   | INDY  | DET     | DET 25 |        |        |        |     |     |        |       |        | 29.º | 61     |
| 2021 | Ed Carpenter Racing            | Chevrolet |       |        |        |        |       |       |         |        | ROA 12 | MDO    | NSH    | IMS | GTW |        |       |        | 29.º | 61     |
| 2021 | Rahal Letterman Lanigan Racing | Honda     |       |        |        |        |       |       |         |        |        |        |        |     |     | POR 24 | LAG 9 | LBH 22 | 29.º | 61     |

### Fórmula E
(Clave) (negrita indica pole position) (cursiva indica vuelta rápida puntuable)
| Año     | Escudería                    | 1   | 1   | 2   | 2   | 3   | 3   | 4   | 5   | 5   | 6   | 6   | 7   | 7   | 8   | 8   | 9   | 9   | 10  | 10  | Pos. | Puntos | Ref.  |
| ------- | ---------------------------- | --- | --- | --- | --- | --- | --- | --- | --- | --- | --- | --- | --- | --- | --- | --- | --- | --- | --- | --- | ---- | ------ | ----- |
| 2021-22 | Avalanche Andretti Formula E | DIR | DIR | MEX | MEX | ROM | ROM | MON | BER | BER | YAK | YAK | MAR | MAR | NYC | NYC | LON | LON | SEÚ | SEÚ | 16.º | 24     | [ 9 ] |
| 2021-22 | Avalanche Andretti Formula E | 9   | 11  | 17  | 17  | 14  | 15  | 16  | 15  | 15  | 13  | 13  | 11  | 11  | 19  | Ret | 4   | Ret | Ret | 5   | 16.º | 24     | [ 9 ] |